# Zápas o titul mistryně světa v šachu 1984
Třináctý zápas o titul mistryně světa v šachu byl druhou obhajobou titulu ze strany Maji Čiburdanidzeové a zároveň jediným zápasem Iriny Levitinové v roli vyzývatelky. Zápas se uskutečnil od 10. září do 25. října roku 1984 ve Volgogradě v Sovětském svazu. Hlavním rozhodčím byl Jaroslav Šajtar z Československa, sekundanti Čiburdanidzeové Gennadij Kuzmin a Sergej Juferov a sekundanti Levitinové Andrej Charitonov a Aleksej Jermolinskij. První polovina zápasu byla velmi vyrovnaná a vyhrála ji vyzývatelka 4,5:3,5. Obhájkyně pak ale ze šesti partií čtyři vyhrála a dvě remizovala a rozhodla tak zápas již po čtrnácté partii. Zápas tedy skončil výhrou Čiburdanidzeové 8,5:5,5.

## Tabulka
| č. | Šachistka            | Země          | 1 | 2 | 3 | 4 | 5 | 6 | 7 | 8 | 9 | 10 | 11 | 12 | 13 | 14 |  | + | − | = | Body |
| -- | -------------------- | ------------- | - | - | - | - | - | - | - | - | - | -- | -- | -- | -- | -- |  | - | - | - | ---- |
| 1  | Maja Čiburdanidzeová | Sovětský svaz | ½ | ½ | 0 | 1 | ½ | ½ | ½ | 0 | 1 | 1  | ½  | 1  | 1  | ½  |  | 5 | 2 | 7 | 8,5  |
| 2  | Irina Levitinová     | Sovětský svaz | ½ | ½ | 1 | 0 | ½ | ½ | ½ | 1 | 0 | 0  | ½  | 0  | 0  | ½  |  | 2 | 5 | 7 | 5,5  |